# Sandra Lühr
Sandra Lühr (* 30. Juli 1978 in Detmold) ist eine deutsche Schauspielerin, ehemalige Theatermacherin, Sprecherin und Dozentin.

## Leben
Sandra Lühr ist eine Tochter des Frankfurter Künstlers, Fotografen und Songschreibers Jim Brutto. 
Ihr erstes Engagement erhielt sie 1998 an den Städtischen Bühnen Frankfurt als Witwe Shin in Der gute Mensch von Sezuan. 1999 wirkte sie anlässlich des 250. Geburtstags von Johann Wolfgang von Goethe in der Poetischen Peepshow mit, die in der Frankfurter Innenstadt gezeigt wurde. Es folgten weitere Stück-Verträge, unter anderem am Staatstheater Wiesbaden für die Uraufführung der Halboper Henry Purcells Traum von König Arthus von Tankred Dorst.
2004 war sie als weibliche Hauptrolle in dem Liebesfilm Abschied zu sehen, der auf dem FiSH 05-Festival die Bronzemedaille erhielt. Des Weiteren spielte sie in verschiedenen Projekten und Performances in der freien Szene mit. Für das TANZPLAN-Projekt Im Märzen kein Bauer war sie für die Rolle der Diva engagiert. Diese Choreographie erhielt die bundesweite Auszeichnung als „Ausgewählter Ort“ im Land der Ideen. Mit dem Stück Bier für Frauen (Regie: Tim Egloff) wurde sie im Juni 2009 zum Kaltstart-Festival nach Hamburg eingeladen.
Im Stück SumSum von Laura de Weck gab sie die Schwester der Salina. Die Kritik urteilte: „Der Spielraum für diese Figur war eingeschränkt, doch Sandra Lühr gab dem Wenigen etwas Gestalt“. Sie gehörte von 2004 bis 2008 zu den Gründungsmitgliedern des Freien Theaters Landungsbrücken Frankfurt. 
Lühr arbeitet seit 2006 auch als Sprecherin für Funk, Fernsehen, Werbung und Computerspielsynchronisation mit Tonstudios zusammen; sie spricht unter anderem im Online-Rollenspiel Star Wars - The Old Republic von BioWare die Rolle der Schmugglerin.
Ab 2013 war sie an der Akademie Deutsche POP in Frankfurt am Main bis zu deren Auflösung 10 Jahre lang Dozentin für Synchronisation, Hörspiel sowie für Emotional Acting. Im „Starthaus Offenbach“ gab sie Jugendlichen theaterpädagogisches Motivationstraining.
Sandra Lühr arbeitet mittlerweile seit vielen Jahren als Kräuterpädagogin. Sie lebt in Frankfurt am Main.